# 埃列克特羅戈爾斯克
埃列克特羅戈爾斯克（羅馬化：Elektrogorsk，直译：「電力城」）是俄羅斯莫斯科州東部的一個城市。位於莫斯科以東88公里。2002年人口20,353人。
1912年在這裡興建了泥炭發電廠。1946年建市。